# Дистрикт Варшава

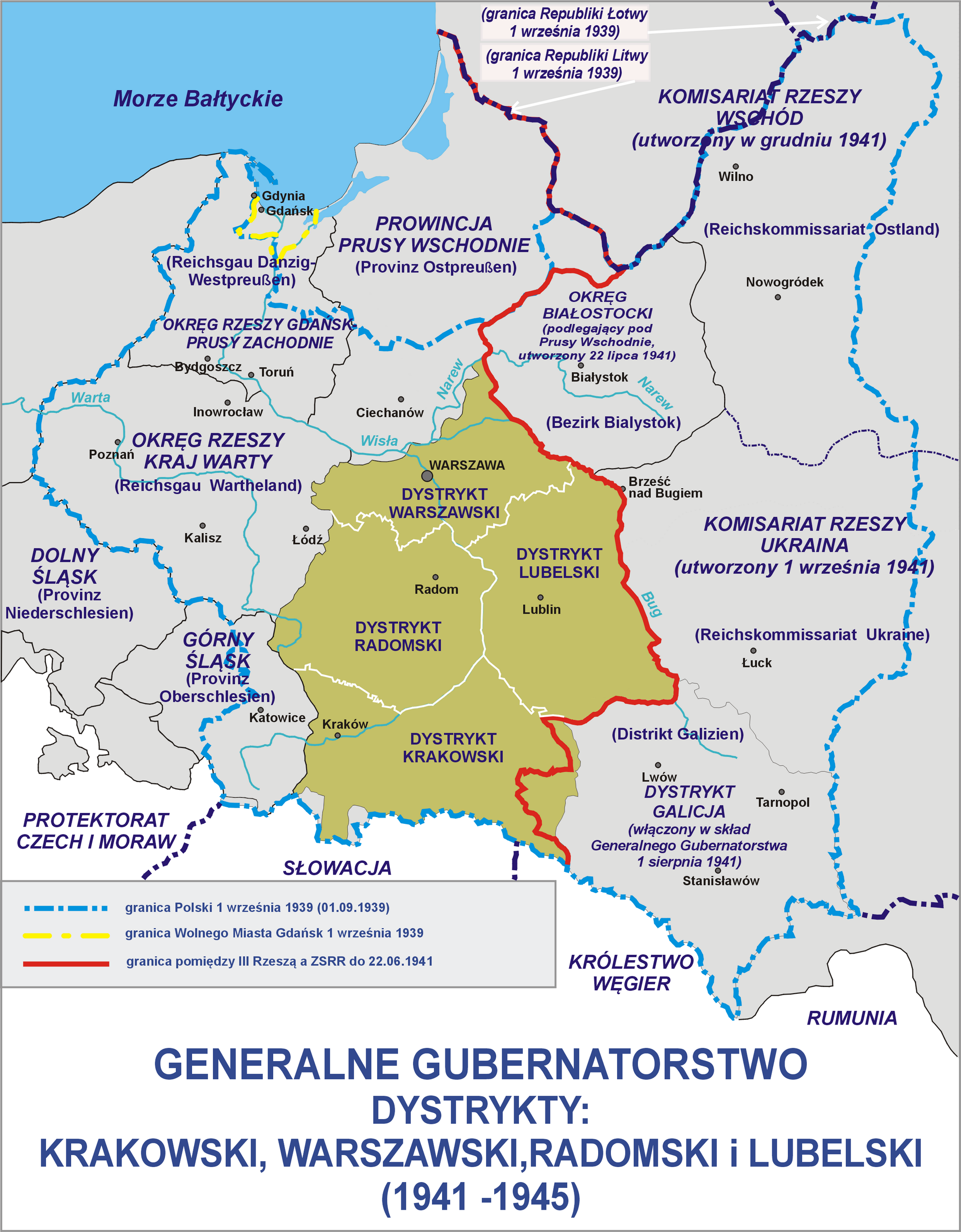
Дистрикти Краків, Варшава, Радом і Люблін 1941–1945 років

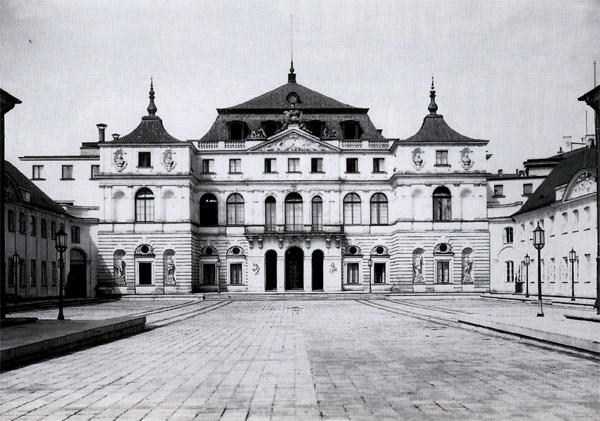
Невцілілий палац Брюля у Варшаві — місцеперебування губернатора Варшавського дистрикту Людвіга Фішера

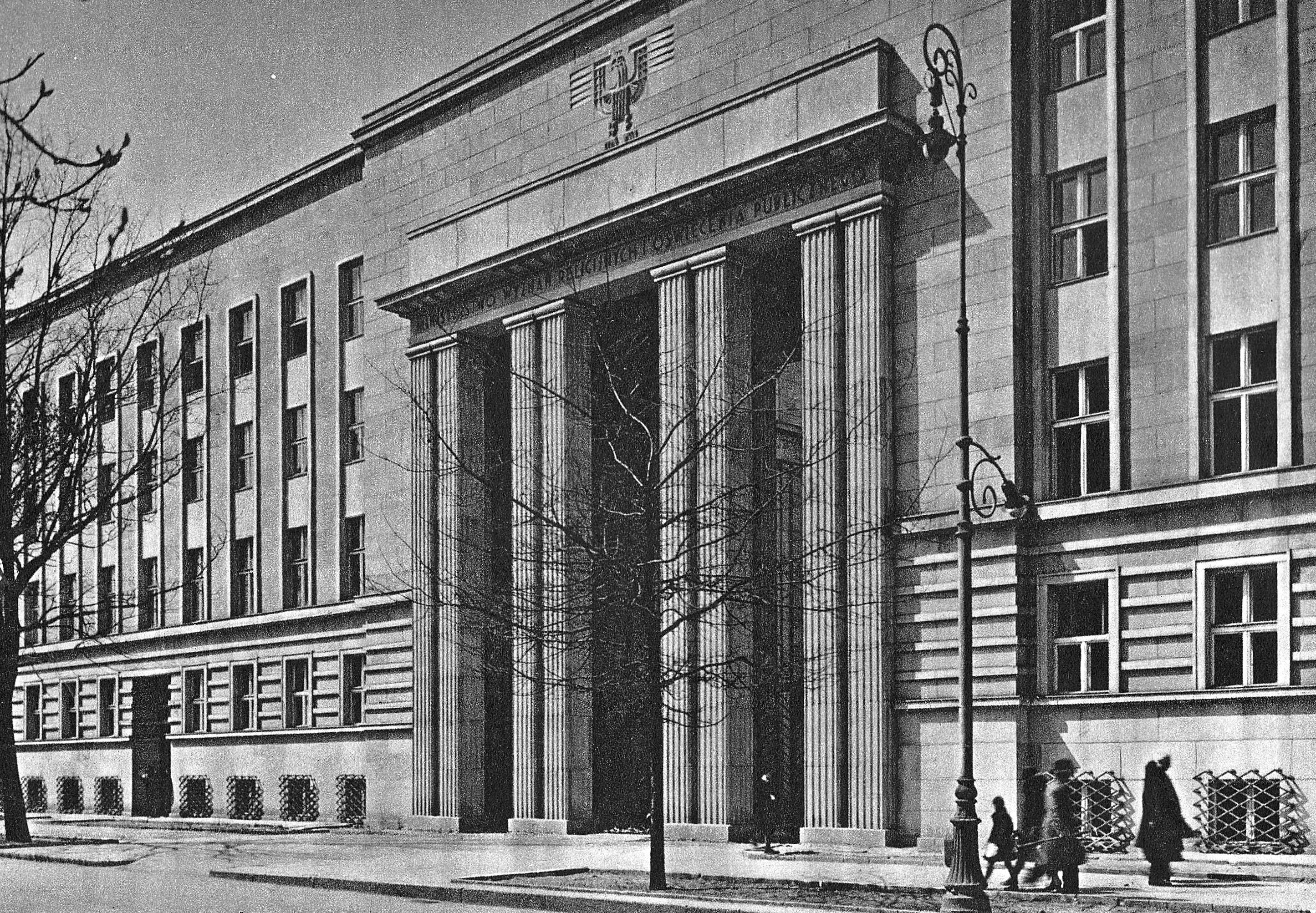
Будівля Міністерства віросповідань і народної просвіти на вул. Й. Х. Шуха, буд. 25; під час окупації — осідок гестапо і СД Варшавського дистрикту

Дистрикт Варшава (нім. Distrikt Warschau, пол. Dystrykt warszawski) — адміністративно-територіальна одиниця Генерального губернаторства з центром у Варшаві, яка існувала з 26 жовтня 1939 до 16 січня 1945. 

## Історія
Після окупації Польщі нацистською Німеччиною Гітлер своїм указом від 12 жовтня 1939 заснував Генеральне губернаторство. 26 жовтня 1939 введено в дію Перше розпорядження про структуру управління окупованих польських земель, яким утворено Краківський, Люблінський, Радомський і Варшавський дистрикти. Останній виник на місці міжвоєнного Варшавського та частини Люблінського воєводства.

## Адміністративно-територіальний поділ
Станом на 1 січня 1945 року Варшавський дистрикт складався з 10 повітів — одного міського (нім. kreisfreie Stadt або нім. Stadtkreis) і 9 земських (нім. Landkreis або нім. Kreishauptmannschaft): 
- міський повіт Варшау (нім. Stadtkreis Warschau)
- крайсгауптманшафт (земський повіт) Варшау (нім. Kreishauptmannschaft Warschau-Land)
- крайсгауптманшафт Гарволін (нім. Kreishauptmannschaft Garwolin)
- крайсгауптманшафт Гроєц (нім. Kreishauptmannschaft Grojec)
- крайсгауптманшафт Ловіч (нім. Kreishauptmannschaft Lowitsch)
- крайсгауптманшафт Мінск (нім. Kreishauptmannschaft Minsk)
- крайсгауптманшафт Остров (нім. Kreishauptmannschaft Ostrow)
- крайсгауптманшафт Седльце (нім. Kreishauptmannschaft Siedlce)
- крайсгауптманшафт Соколов (нім. Kreishauptmannschaft Sokolow)
- крайсгауптманшафт Сохачев (нім. Kreishauptmannschaft Sochaczew)[3]

## Керівництво
На чолі дистрикту стояв губернатор, який із 1941 року звався «начальником дистрикту» (нім. Distriktschef). Місцем перебування губернатора був рококовий Палац Брюля, який не зберігся.

### Губернатор
- Людвіг Фішер (26 жовтня 1939 — січень 1945)[3]

### Начальники поліції і СС
- Пауль Модер: 14 листопада 1939 — 4 серпня 1941
- Арпад Віганд: 4 серпня 1941 — 23 квітня 1943
- Фердинанд фон Заммерн-Франкенегг (в. о.): 22 липня 1942 — 19 квітня 1943
- Юрген Штрооп: 23 квітня 1943 — 25 вересня 1943
- Франц Кучера: 25 вересня 1943 — 1 лютого 1944
- Вальтер Штайн: 1 лютого 1944 — 31 березня 1944
- Пауль Гайбель: 31 березня 1944 — січень 1945[3]

## Гітлерівська пропаганда
- Уривок вступу до «Warschau Unter Deutscher Herrschaft» [Архівовано 18 січня 2017 у Wayback Machine.] (англ.)